# Studebaker Special Six
La Special Six è un'autovettura costruita dalla Studebaker dal 1918 al 1927.
Mentre era in produzione, la Special Six rappresentava il modello medio della Studebaker. L'auto era disponibile in una gamma di varie configurazioni di carrozzeria.

## La Studebaker Special Six Commander
Nel 1927 la vettura fu rinominata “Special Six Commander” in preparazione al lancio nel 1928 della Studebaker Commander.

## Specifiche della Special Six Brougham
Qui sotto sono elencate le specifiche tecniche della Special Six con carrozzeria tipo Brougham (dati del 1926) :
- Colore – blu Studebaker con parti nere
- Posti a sedere – cinque
- Passo - 3048 mm
- Ruote – in legno
- Pneumatici - 32” x 6.20”
- Freni di servizio – agenti sul retrotreno
- Freno a mano – agente su un tamburo posto nella parte posteriore dell'albero di trasmissione
- Motore – sei cilindri, verticale, valvole laterali;
- Lubricazione – forzata
- Albero a gomiti  – quattro supporti di banco
- Radiatore – tubolare
- Raffreddamento – con pompa
- Accensione – a batteria (che in questi anni stava progressivamente soppiantando i vecchi sistemi di accensione a magnete)
- Sistema di accensione – a due unità
- Frizione  – monodisco a secco
- Trasmissione – a manicotti scorrevoli di selezione
- Cambio – tre rapporti più la retromarcia
- Trasmissione del moto  – a coppia conica con dentatura elicoidale
- Sospensioni posteriori – semiellittiche
- Asse posteriore – semi-oscillante (è un assale rigido dotato di accorgimenti che ne controllino le oscillazioni verticali e longitudinali, quindi non è rigido del tutto, ma appunto è semi-oscillante))
- Scatola guida  –  a vite senza fine

### Equipaggiamento standard
- Attrezzi
- Tachimetro
- Amperometro
- Clacson elettrico
- Dispositivo antifurto
- Sistema di pulizia del parabrezza
- Cerchioni rimovibili
- Luci di stop
- Una torcia a batteria per ispezionare le zone in ombra dell'auto, ed una fune che serviva in caso di guasto per trainare la vettura
- Alloggiamento per la ruota di scorta
- Specchietto retrovisore
- Specchietto di cortesia
- Bocchette di ventilazione
- Luci di cortesia opalescenti
- Regolazione della luminosità delle luci anteriori
- Orologio

### Optional
- Freni idraulici a disco sulle quattro ruote
- Ruota di scorta